# Henri Jonkers
Hendrikus (Henri) Jonkers (Oerle, 21 december 1877 - Eindhoven, 20 april 1963) was een Nederlandse beeldhouwer.

## Leven en werk
Jonkers was een zoon van metselaar Jasper Jonkers en Johanna Maria Swinkels. Hij begon zijn loopbaan als gezel op het atelier van J. van der Mark in Eindhoven en volgde daarnaast lessen aan de tekenschool. In 1899 studeerde hij een jaar aan de Vlaamse Akademie in Antwerpen, hij kreeg ook les van beeldhouwer Hendrik van der Geld.
Rond 1900 werkte hij in het atelier van de broers Jan en Fons Custers in Stratum. In 1904 werd hij eerste gezel bij Michiel van Bokhoven aan het St.Janskerkhof in 's-Hertogenbosch. In 1917 werd Jonkers zelfstandig beeldhouwer, maar een jaar later werd hij door Van Bokhoven gevraagd diens compagnon te worden. Het atelier werd voortgezet als 'Atelier Van Bokhoven en Jonkers'. Nadat Van Bokhoven in 1923 terugtrad, ten gunste van zijn zoon Anton, kreeg Jonkers de verantwoordelijkheid voor al het beeldhouwwerk. In 1934 werd de maatschap ontbonden en stichtte Jonkers een eigen atelier aan de Zuid-Willemsvaart in Den Bosch. In de jaren vijftig verhuisde het naar de Weesstraat.
Jonkers maakte vooral werk voor kerken in het Bisdom 's-Hertogenbosch, zoals kruisen, beeldengroepen, communiebanken, preekstoelen en altaren. Zijn Heilig Hartbeeld (1943) in Overasselt is een erkend Rijksmonument.
Jonkers verhuisde op latere leeftijd naar Eindhoven, waar hij op 85-jarige leeftijd overleed.

## Werken (selectie)
- Heilig Hartbeeld (Overasselt) (1943)
- Heilig Hartbeeld (Made) (1948)